# Georges Fizaine
Georges Fizaine, né le 27 septembre 1905 à Allerey (Côte-d'Or) et mort le 11 février 1992 à Bar-le-Duc (Meuse)  est un résistant et homme politique français.

## Biographie
Fils d'un instituteur, il se destine lui aussi à l'enseignement et devient en 1930 professeur au lycée de Bar-le-Duc. Il s'engage alors dans l'action syndicale, mais, surtout au sein de la SFIO. À la fin des années 1930, il est responsable de la propagande de la fédération socialiste de la Meuse, et secrétaire de la section de Bar-le-Duc.
Participant à la résistance au sein du réseau Libération-Nord, il est membre du Comité départemental de Libération de la Meuse.
Il participe alors activement à la reconstitution de la petite fédération socialiste, dont il devient en janvier 1945, le secrétaire.
Maire-adjoint de Bar-le-Duc en 1945, réélu en 1947, il est élu en septembre 1945 conseiller général de la Meuse.
Élu député au sein de la première assemblée constituante, en 1945 avec 20,9 % des voix, réélu de justesse en mai 1946 (16,6 %), il perd son mandat lors de l'élection de novembre 1946, sa liste, avec seulement 14,3 %, étant devancée par celle du PCF.
Son vote au conseil général en faveur de l'attribution par le département de matériel scolaire aux élèves pauvres des écoles privées lui vaut, dans ce département fortement marqué par le cléricalisme, la défiance d'une partie des socialistes locaux. Ainsi, sa candidature n'est pas retenue pour les législatives de 1951, et il ne se représente pas aux cantonales cette même année. En 1953, il n'est plus conseiller municipal.
Il semble pendant cette période, s'être surtout consacré à son activité professionnelle.
En 1958, cependant, il rejoint la minorité de la SFIO qui fait scission et crée le Parti socialiste autonome. En 1960, il devient secrétaire de la fédération de la Meuse du Parti socialiste unifié.

## Sources
- Biographie sur le site de l'Assemblée nationale
- Dictionnaire biographique du mouvement ouvrier, mouvement social, notice de Gilles Morin